# José Hurtado
José Andrés Hurtado Cheme (ur. 23 grudnia 2001 w Santo Domingo) – ekwadorski piłkarz występujący na pozycji prawego obrońcy, reprezentant Ekwadoru, od 2022 roku zawodnik brazylijskiego Red Bull Bragantino.